# Arszak II
Arszak II, Arsakes II – król Armenii w latach 350–367. Pochodził z ormiańskiej gałęzi partyjskiej dynastii Arsacydów.

## Panowanie
Armenia pod jego rządami była krajem słabym i podzielonym między dwiema sąsiednimi potęgami Rzymem i Persją. Arszak II, który władał rzymską Armenią starał się zachować neutralność i uzyskać niezależność dla swojego kraju umiejętnie lawirując między dwoma mocarstwami. Poślubił rzymską księżniczkę Olympię.
W 367 r. Armenia została zaatakowana przez Szapura II. Rzymianie nie udzielili pomocy, a Arszak II nie dysponował odpowiednimi siłami, aby samodzielnie odeprzeć najazd Persów, którzy prześladowali chrześcijańskich Ormian nawracając ich na zoroastrianizm siłą.
Zaproszony przez króla Szapura II do rozmów pokojowych został pojmany i oślepiony. Według części źródeł po torturach został stracony, według innych został uwięziony póki nie zdołał popełnić samobójstwa.